# 非洲绿阔嘴鸟
非洲绿阔嘴鸟（学名：Pseudocalyptomena graueri），是阔嘴鸟科非洲绿阔嘴鸟属的一种，分布于刚果民主共和国和乌干达。全球活动范围约为18,600平方千米。该物种的保护状况被评为易危。
非洲绿阔嘴鸟的平均体重约为31.8克。栖息地包括耕地、亚热带或热带严重退化的前森林、亚热带或热带的湿润山地林和牧草地。